# Teoria de l'art
Una teoria de l'art és un mètode a seguir per a desvetllar el significat de les obres d'art.
Des de Plató fins al segle xix, existia un consens força genèric sobre què era art i què perseguia. La Revolució francesa comporta el desballestament del classicisme i de la persecució essencial de bellesa en l'obra d'art. Aleshores, s'estableixen una diversitat de teories de l'art com construccions de la història de l'art que, encara que es retroalimenten, sovint es mostren antagòniques.

## Llista de teories i autors més significatius
- Einfünlung
  - Wilhelm Worringer

- Formalisme
  - Heinrich Wölfflin

- Escola de Viena
  - Jacob Burkhardt
  - Max Dvôrak

- Iconologia
  - Aby Warburg
  - Erwin Panofsky
  - Ernst Hans Josef Gombrich

- Teoria de la Gestalt
  - Rudolf Arnheim

- Sociologia de l'art
  - Pierre Francastel

- Estructuralisme
  - Umberto Eco
  - Michel Foucault